# Фелтон (тауншип, Миннесота)
Фелтон (англ. Felton) — тауншип в округе Клей, Миннесота, США. На 2000 год его население составило 108 человек.

## География
По данным Бюро переписи населения США площадь тауншипа составляет 91,3 км², из которых 91,3 км² занимает суша, водоёмов нет.

## Демография
По данным переписи населения 2000 года здесь находились 108 человек, 41 домохозяйство и 27 семей. Плотность населения —  1,2 чел./км². На территории тауншипа расположено 49 построек со средней плотностью 0,5 построек на один квадратный километр. Расовый состав населения: 96,30 % белых, 0,93 % афроамериканцев, 1,85 % коренных американцев и 0,93 % приходится на две или более других рас.
Из 41 домохозяйства в 24,4 % воспитывались дети до 18 лет, в 56,1 % проживали супружеские пары, в 4,9 % проживали незамужние женщины и в 34,1 % домохозяйств проживали несемейные люди. 29,3 % домохозяйств состояли из одного человека, при том 17,1 % из — одиноких пожилых людей старше 65 лет. Средний размер домохозяйства — 2,63, а семьи — 3,41 человека.
25,0 % населения — младше 18 лет, 8,3 % — в возрасте от 18 до 24 лет, 22,2 % — от 25 до 44, 26,9 % — от 45 до 64, и 17,6 % — старше 65 лет. Средний возраст — 43 года. На каждые 100 женщин приходилось 129,8 мужчин. На каждые 100 женщин старше 18 приходилось 138,2 мужчин.
Средний годовой доход домохозяйства составлял 43 750 долларов, а средний годовой доход семьи —  76 145 долларов. Средний доход мужчин — 40 833 доллара, в то время как у женщин — 22 000. Доход на душу населения составил 21 187 долларов. За чертой бедности находились 12,0 % семей и 7,9 % всего населения тауншипа, из которых 50,0 % старше 65 лет.